# 芒德
芒德（法語：Mende，法語發音：[mɑ̃d]），法国南部城市，奥克西塔尼大区洛泽尔省的一个市镇，同时也是该省的省会，下辖芒德区，其市镇面积为36.56平方公里，2022年1月1日时人口数量为12,322人，是洛泽尔省人口最多的城市，在法国城市中排名第798位。
芒德位于洛泽尔省中部，是该省版图的几何中心，洛特河自东向西流经市区。芒德自中世纪起就已成为这一地区的行政中心，现为区域性的工商业城市。芒德因其境内的多处历史文物而闻名，卡雷讷式屋顶是当地特有的建筑风格。此外，芒德也是法国唯一一座两次获得“年度体育之城”的城市。

## 地名来源
“芒德”一名来源于其南部的米马山，古罗马时期，该地曾被记载为，意为“米马特山附近的城市”，后逐渐衍变成为。

## 历史

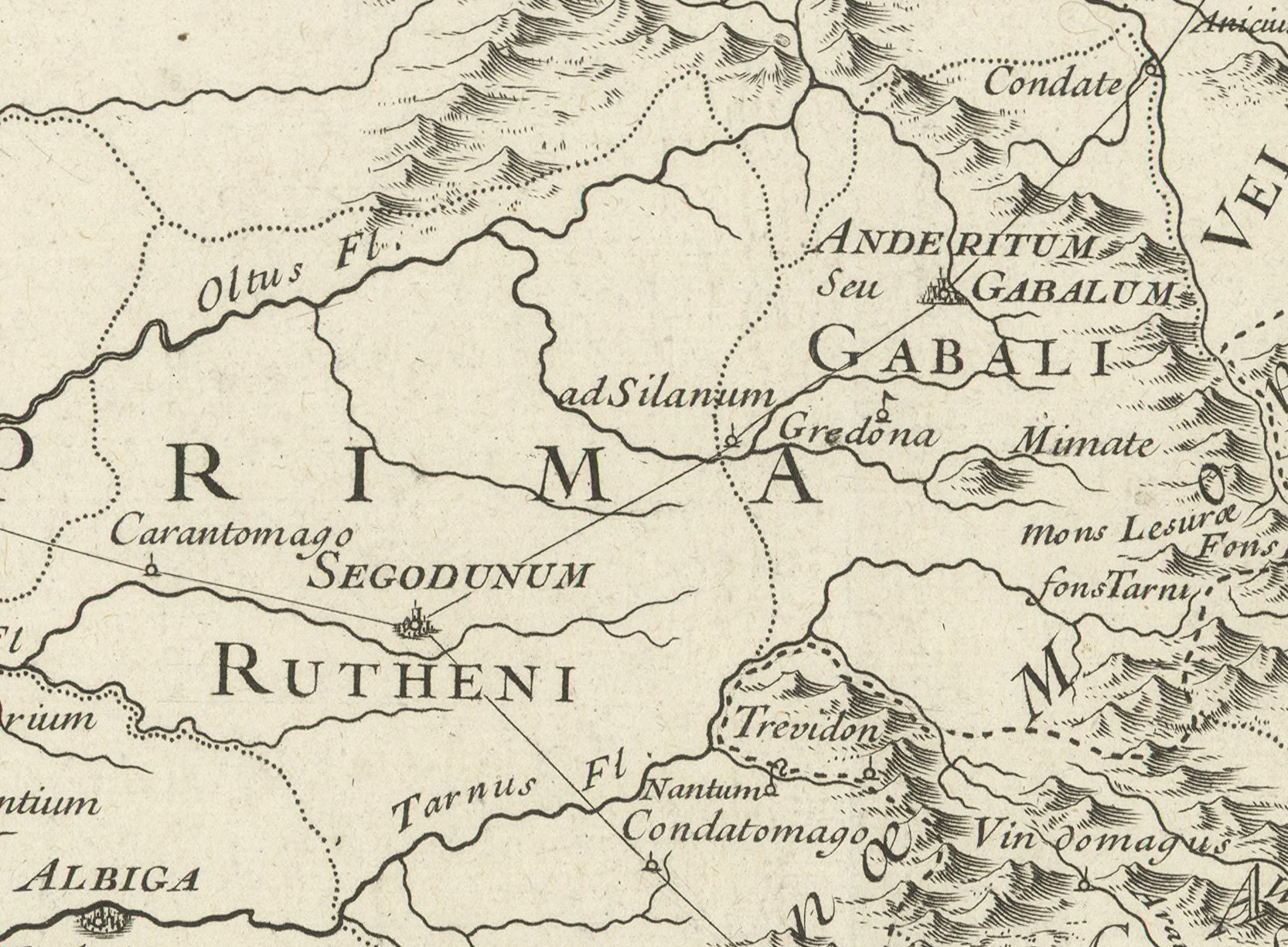
罗马时期的中央高原南部地图

公元前8世纪左右，高卢部落的一支——加巴勒人就已出现在了今法国中央高原南部，这一地区被称为“热沃当”，其定都安德里图姆，城址位于今芒德市区以北大约20公里处的雅沃尔境内。罗马人入侵后，加巴勒人将首府迁至洛特河谷之中，米马山北麓的一处平地之上，即现代芒德的前身，后成为纳博讷行省的一部分。公元3世纪初，普里瓦成为了芒德的首任主教，并主持在芒德修建了座堂。公元6世纪，阿基坦国王设立了热沃当伯国，芒德长期成为这一地区的行政中心。1307年，法王腓力四世与热沃当伯爵纪尧姆·迪朗六世签订领土协议，热沃当由此成为皇室领土，并在其支持下，芒德天主教堂得以修建，并最终于1467年彻底完工。宗教战争时期，胡格诺派领导人马蒂厄·梅尔勒曾占领芒德并烧毁了天主教堂，后得以修复。法国大革命后，原热沃当地区改为洛泽尔省，芒德成为省会。

## 地理

芒德城市主要街区地图

芒德位于法国南部，奥克西塔尼大区东北部和洛泽尔省中部，距离大区首府图卢兹大约255公里。与芒德接壤的市镇包括：沙斯泰勒努韦勒、巴达鲁、拉尼埃若尔、布勒努、圣博济勒、巴尔谢日、巴尔雅克、蒙德朗东。

### 地形
芒德位于法国中央高原腹地，洛特河河谷当中的一处平坝上，南北两侧被山峦阻挡。芒德老城区位于洛特河左岸，境内地势相对平坦，海拔在691到1,236米之间。

### 水文
洛特河自东向西流经芒德，其市区段平均宽度约20米，该河是法国五大河流之一的加龙河的一级支流。

### 气候
芒德在柯本气候分类法中属于山地气候，平均气温低于同纬度大陆西岸沿海地区，且日温差较大；同时当地又带有地中海特征，表现为夏季降水小于春秋两季。
芒德境内设有气象站，以下为该气象站的数据：
| 芒德1981年－2019年  | 芒德1981年－2019年 | 芒德1981年－2019年 | 芒德1981年－2019年 | 芒德1981年－2019年 | 芒德1981年－2019年 | 芒德1981年－2019年 | 芒德1981年－2019年 | 芒德1981年－2019年 | 芒德1981年－2019年 | 芒德1981年－2019年 | 芒德1981年－2019年 | 芒德1981年－2019年 | 芒德1981年－2019年 |
| 月份                | 1月                | 2月                | 3月                | 4月                | 5月                | 6月                | 7月                | 8月                | 9月                | 10月               | 11月               | 12月               | 全年               |
| ------------------- | ------------------ | ------------------ | ------------------ | ------------------ | ------------------ | ------------------ | ------------------ | ------------------ | ------------------ | ------------------ | ------------------ | ------------------ | ------------------ |
| 历史最高温 °C（°F） | 17.2 (63.0)        | 23 (73)            | 24.6 (76.3)        | 26.4 (79.5)        | 28.8 (83.8)        | 37.1 (98.8)        | 36.1 (97.0)        | 35.5 (95.9)        | 34 (93)            | 27.9 (82.2)        | 21.2 (70.2)        | 20.3 (68.5)        | 37.1 (98.8)        |
| 平均高温 °C（°F）   | 4.7 (40.5)         | 5.4 (41.7)         | 9 (48)             | 11.6 (52.9)        | 16.5 (61.7)        | 19.5 (67.1)        | 25.2 (77.4)        | 25.5 (77.9)        | 21.6 (70.9)        | 15.2 (59.4)        | 8.4 (47.1)         | 7 (45)             | 14.1 (57.4)        |
| 日均气温 °C（°F）   | 1.2 (34.2)         | 1.9 (35.4)         | 4.5 (40.1)         | 7.1 (44.8)         | 11.4 (52.5)        | 14.1 (57.4)        | 18.7 (65.7)        | 18.6 (65.5)        | 15.5 (59.9)        | 10.7 (51.3)        | 4.9 (40.8)         | 3.3 (37.9)         | 9.3 (48.7)         |
| 平均低温 °C（°F）   | −2.1 (28.2)        | −1.4 (29.5)        | 0.1 (32.2)         | 2.8 (37.0)         | 6.5 (43.7)         | 8.9 (48.0)         | 12.2 (54.0)        | 11.9 (53.4)        | 9.5 (49.1)         | 6.3 (43.3)         | 1.7 (35.1)         | −0.1 (31.8)        | 4.7 (40.5)         |
| 历史最低温 °C（°F） | −18.8 (−1.8)       | −18.6 (−1.5)       | −10 (14)           | −6.3 (20.7)        | −2.1 (28.2)        | 0.8 (33.4)         | 5.5 (41.9)         | 5.4 (41.7)         | 1.8 (35.2)         | −5.7 (21.7)        | −11.9 (10.6)       | −14.7 (5.5)        | −18.8 (−1.8)       |
| 平均降水量 mm（）   | 38.8 (1.53)        | 48.4 (1.91)        | 29.8 (1.17)        | 77.7 (3.06)        | 65.3 (2.57)        | 66.7 (2.63)        | 32 (1.3)           | 30.9 (1.22)        | 37.3 (1.47)        | 72.4 (2.85)        | 59.3 (2.33)        | 34.4 (1.35)        | 592.9 (23.34)      |
| 月均日照時數        | 98.8               | 101.2              | 183.8              | 175.5              | 193.6              | 241.6              | 305.1              | 274.9              | 212.4              | 171.8              | 65.3               | 43.3               | 2,067.3            |
| 来源：climat-data   |                    |                    |                    |                    |                    |                    |                    |                    |                    |                    |                    |                    |                    |

## 行政区划
芒德是法国奥克西塔尼大区洛泽尔省的一个市镇，编号为48095，它也是洛泽尔省的省会。芒德下辖芒德区，管理芒德第一县和第二县，同时也是洛泽尔之心市镇公共社区的办公驻地。
法国国家统计与经济研究所（简称）在进行数据统计时，将芒德单独设为芒德城市核心区，并将包括核心区在内的周边共15个市镇划为芒德城市区。
同时，还将芒德市镇分为了5个“块区”（IRIS），以便于统计人口分布情况。

## 交通

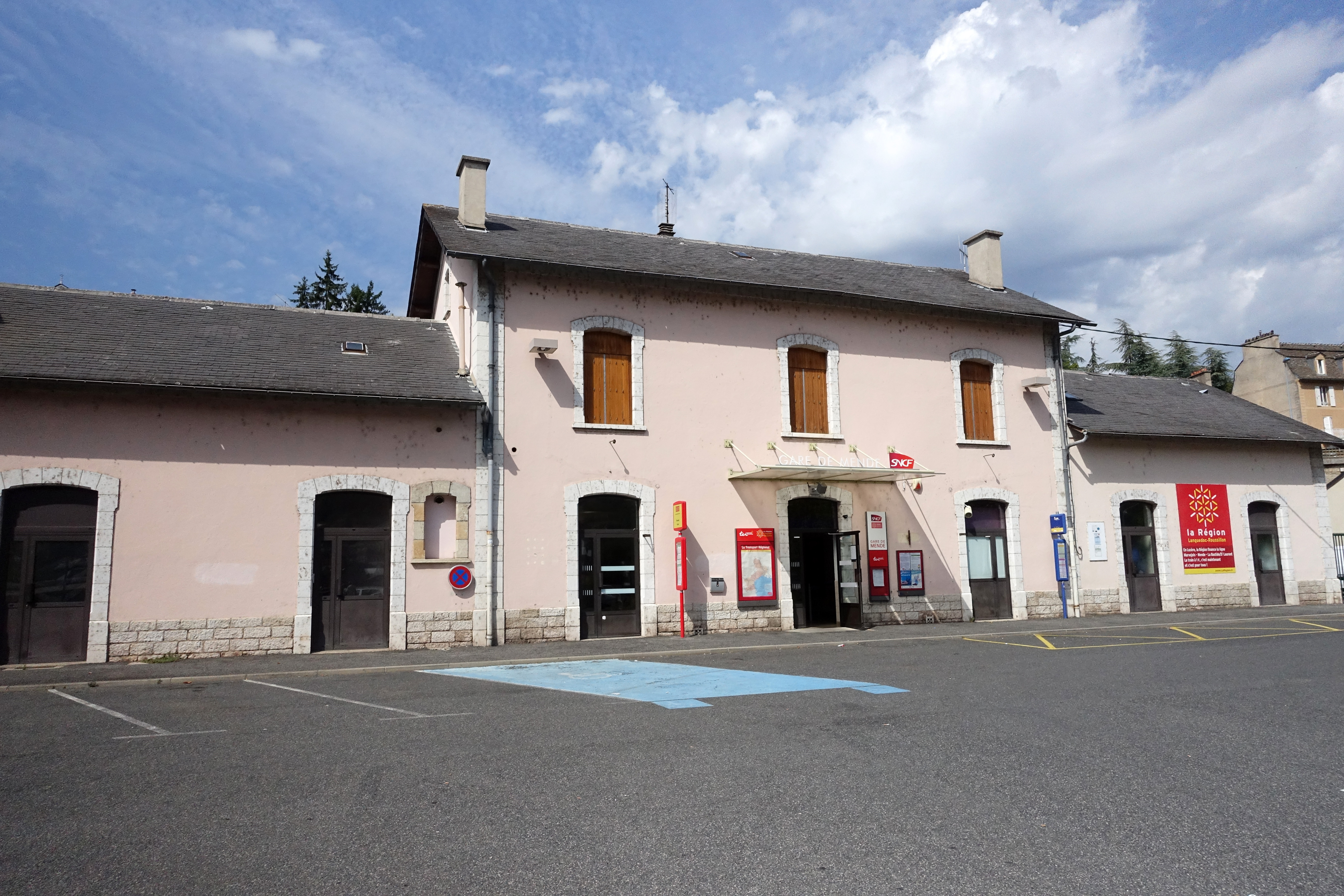
芒德火车站

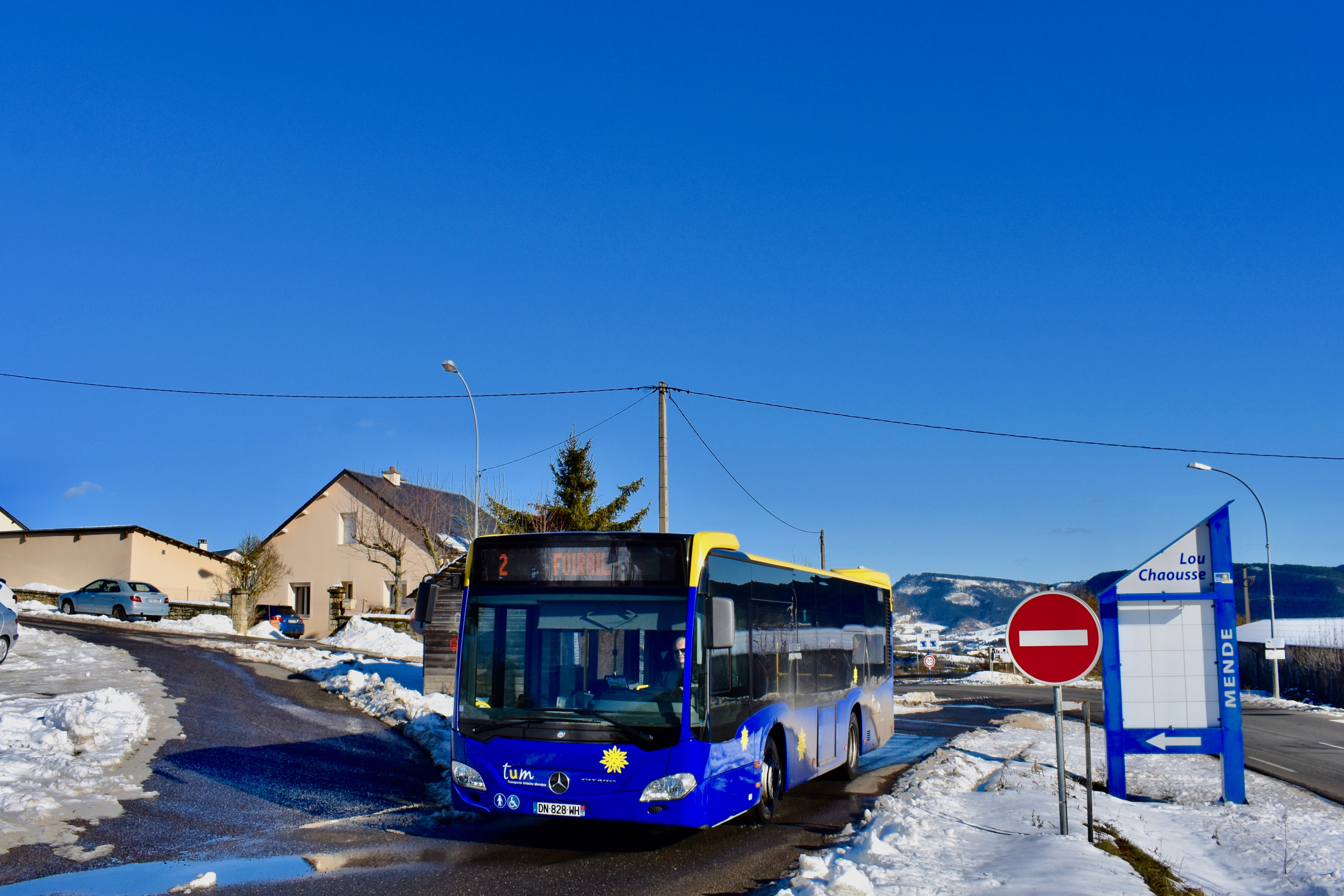
芒德公交

### 公路
法国国道N88线和N106线以及多条洛泽尔省省道在芒德境内交汇，2009年里约克洛大桥（viaduc de Rieucros）的建成使得途径芒德的过境车辆不再穿过市中心。奥克西塔尼大区城际客运提供由芒德前往克莱蒙费朗、罗德兹、勒皮、弗洛拉克三河镇、米约及圣谢利达普谢等地的汽车线路。
2015年，72.3%的芒德家庭拥有至少一辆的私人汽车。2016年，芒德境内共发生各类交通事故5起，造成1人遇难，4人受伤。

### 铁路
芒德位于勒莫纳斯捷－拉巴斯蒂德-圣洛朗莱班铁路线上，该铁路横穿洛泽尔省，被称为“洛泽尔横贯线”（Le Translozérien），在1991年以前，连接里昂和图卢兹的城际列车曾途径该地。芒德站位于洛特河右岸，该站每天开行前往尼姆和马尔沃若勒方向的列车，部分列车可延长至蒙彼利埃。

### 航空
芒德-布勒努飞行场位于芒德市区南部，该机场曾开行前往克莱蒙费朗和蒙彼利埃的短途航线，但因上座率不佳而停运。现距离芒德最近的民用航空机场为勒皮机场，距离芒德市区车程约1.5小时，该机场每周一至五开行两班直达巴黎的航线。

### 城市公共交通
芒德城市公共交通（商业名称为“TUM”）是当地的公交系统，工作日每天有两条线路运行，周六则只有1条，其路网覆盖了芒德市区的主要街区。

## 政治

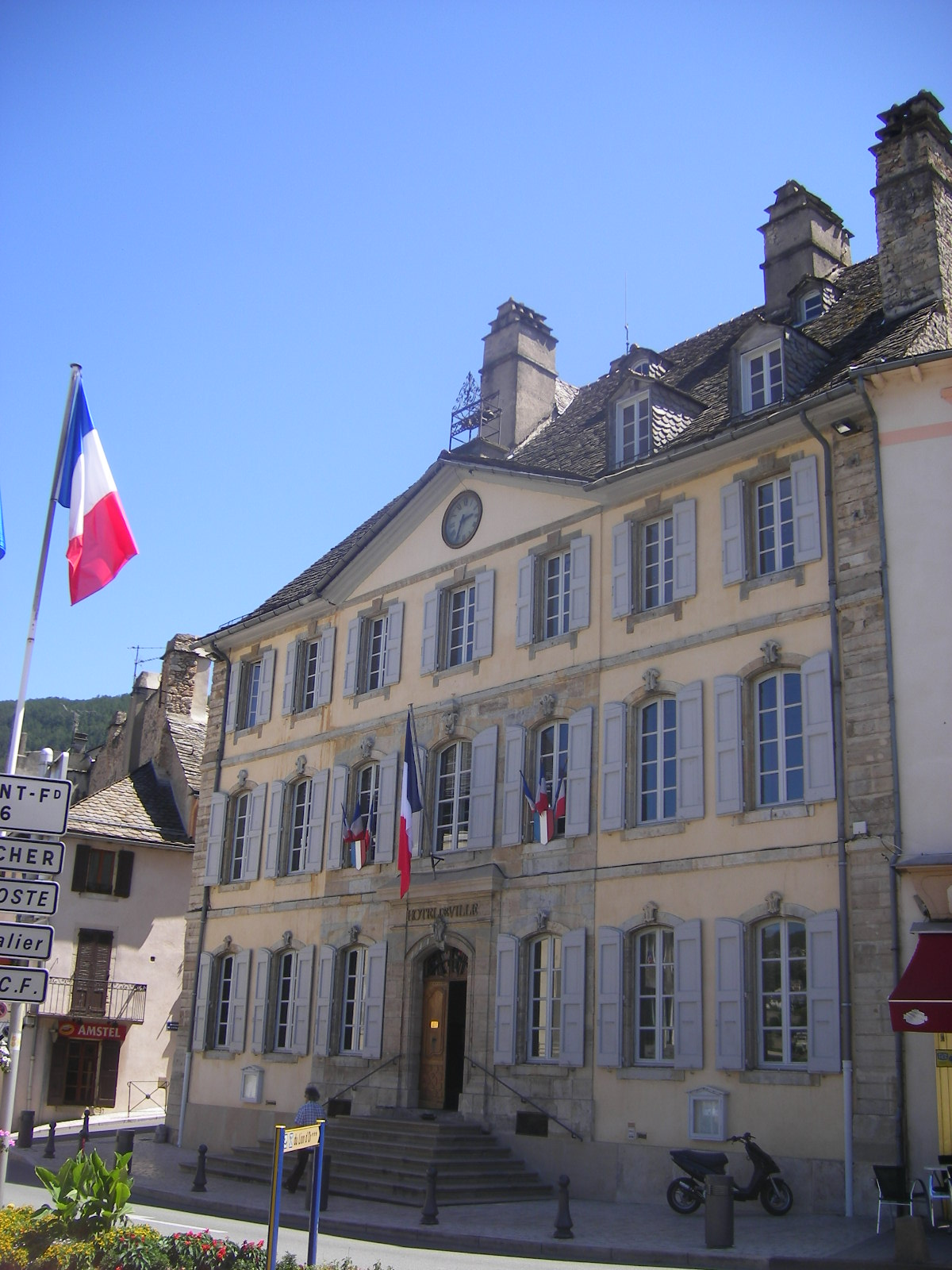
芒德市政厅

芒德的现任市长为洛朗·叙奥（Laurent Suau）先生，自2016年起担任，其前任阿兰·贝特朗在2014年的市政选举中获得了52.66%的支持率，在2020年的市政选举的首轮投票中则获得了53.15%的支持率，提前实现连任。
在2017年的法国总统大选中，法国第25任总统埃马纽埃尔·马克龙在芒德获得了74.8%的支持率。
| 芒德历届市长                                    |                         |                            |
| 任期                                            | 市长                    | 党派                       |
| 1945年－1956年*                                 | 让·马泽尔               | 不详                       |
| 1956年－1971年                                  | 勒内·埃斯图             | 不详                       |
| 1971年－1977年                                  | 亨利·特雷莫莱·德·维莱尔 | CNIP全国独立人士与农民中心 |
| 1977年－1983年                                  | 皮埃尔·库代尔克         | RI独立激进党               |
| 1983年－2008年                                  | 让-雅克·戴尔马          | DVD右翼无党派人士          |
| 2008年－2016年*                                 | 阿兰·贝特朗             | PS社会党                   |
| 2016年－                                        | 洛朗·叙奥               | PS社会党                   |
| *注：让·马泽尔和阿兰·贝特朗先生均在任期内辞职。 |                         |                            |

## 人口
2017年，芒德市镇人口数量为12,134，在法国排名第798位。其中男性5,622人，女性6,238人，75岁及以上人口占8.4%，外籍人口数量为1,132人，人口密度为332人/平方公里，当地居民被称为（男性）或（女性）。2018年，芒德境内出生100人，死亡人口114人。
| 年份   | 1936  | 1946  | 1954  | 1962  | 1968  | 1975   | 1982   | 1990   | 1999   | 2006   | 2011   | 2016   | 2017   |
| ------ | ----- | ----- | ----- | ----- | ----- | ------ | ------ | ------ | ------ | ------ | ------ | ------ | ------ |
| 人口數 | 6,499 | 7,003 | 7,752 | 8,337 | 9,713 | 10,451 | 10,929 | 11,286 | 11,804 | 12,378 | 12,163 | 11,860 | 12,134 |

## 经济
芒德是一个区域性的经济中心，洛泽尔省工商会总部所在地，芒德市区北部设有集中式开发区。

## 财政收入
2018年，芒德的财政收入总额为13,149,500欧元，财政支出总额为12,866,700欧元，当年的债务总额为13,171,700欧元。
2014年，芒德的人均收入总额为2,320欧元，其中高职人员为3,844欧元，普通职员为1,780欧元。
2016年，芒德境内的青壮年（15至64岁）失业率为11.2%，当地44.8%的家庭拥有纳税资格。

## 社会事务

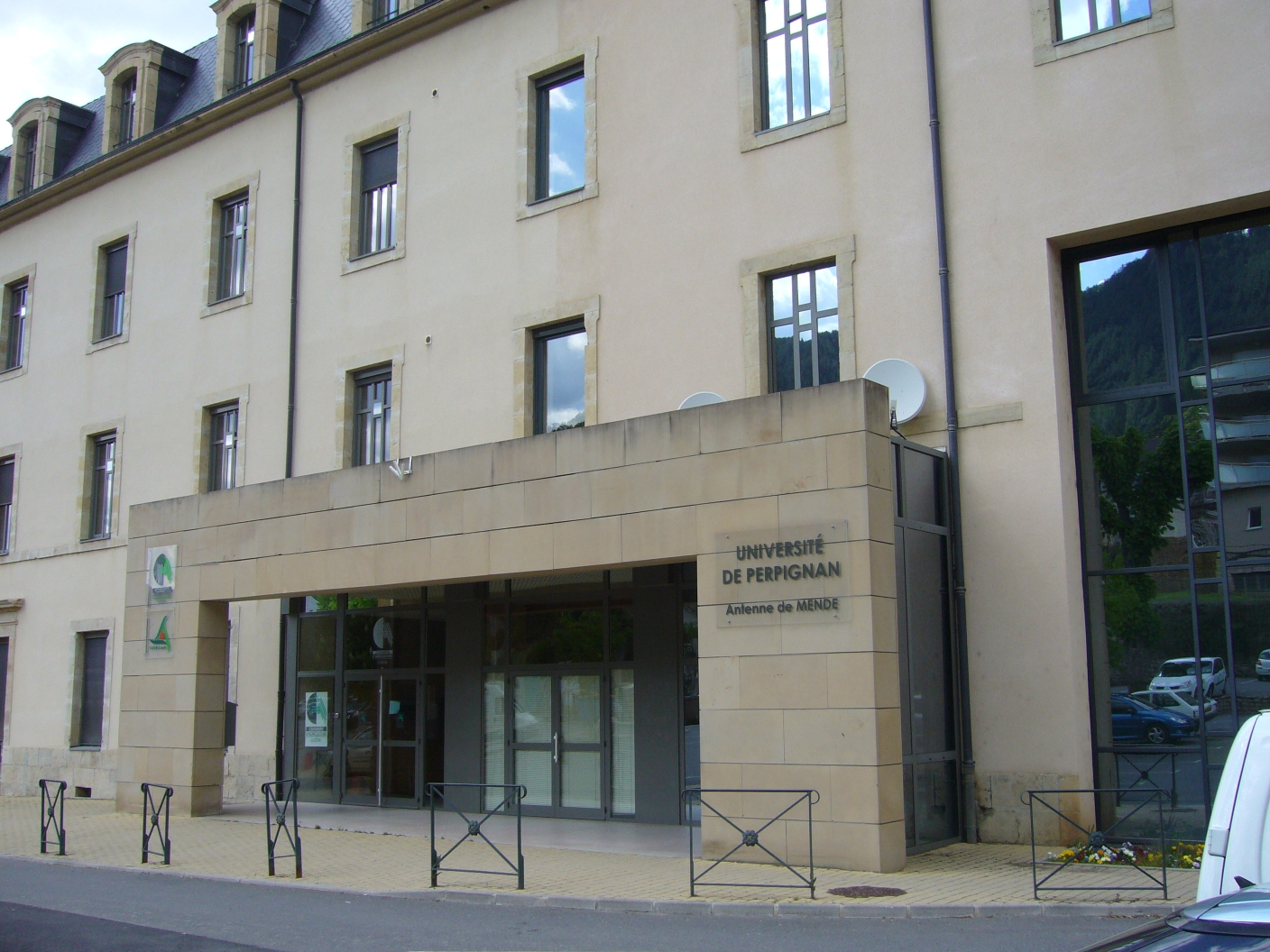
佩皮尼昂大学芒德校区

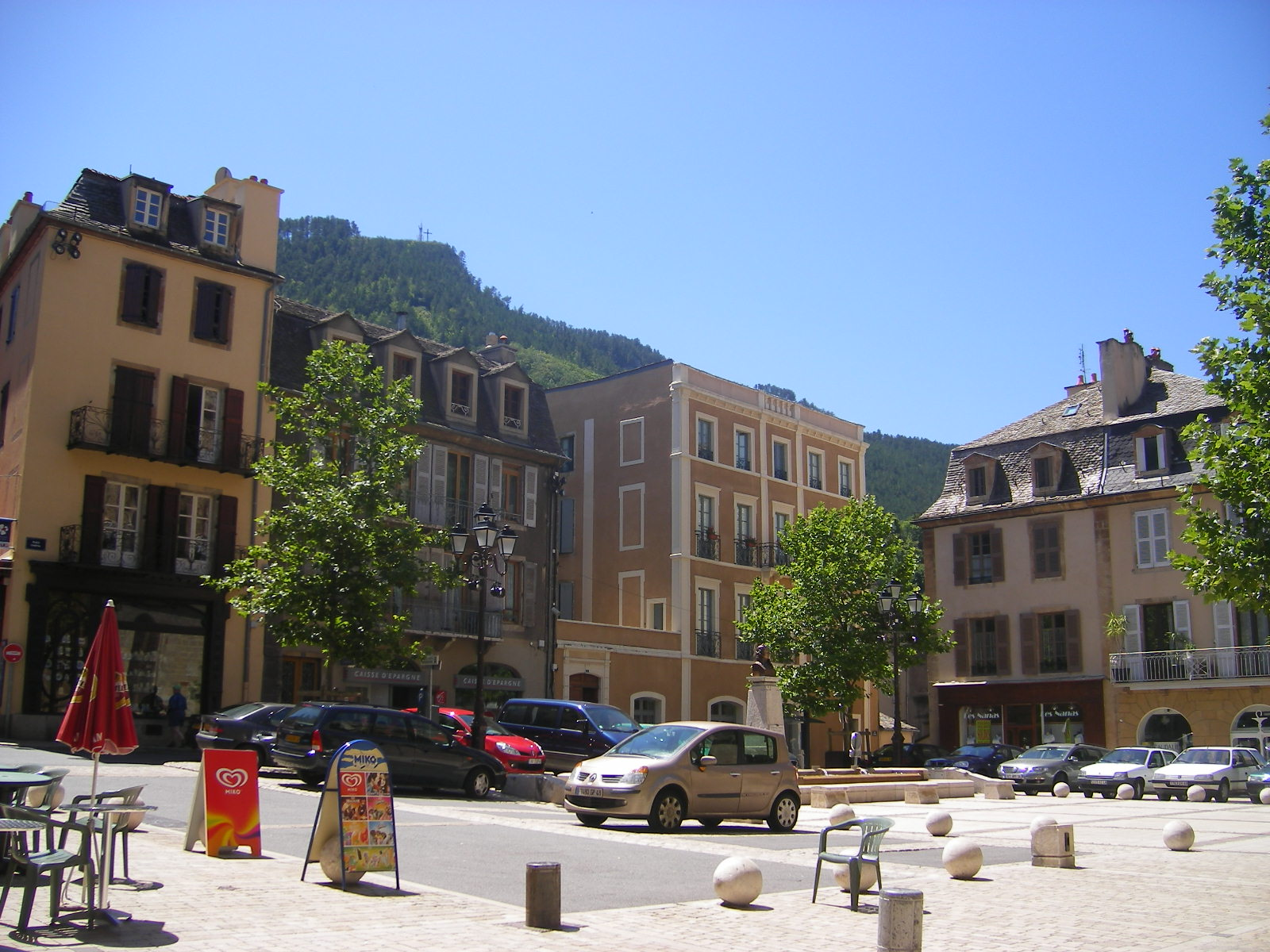
芒德市中心广场

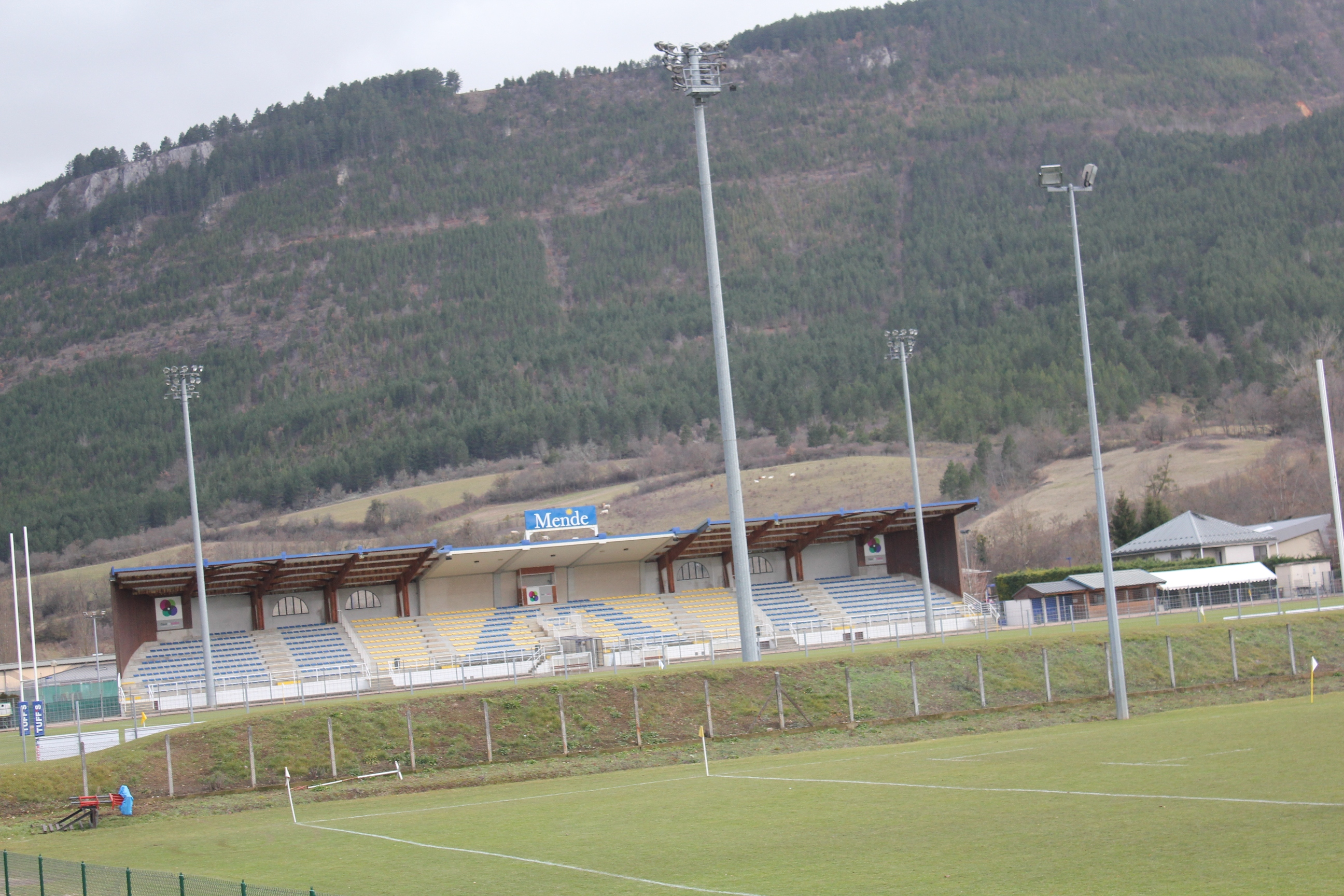
让-雅克·戴尔马体育场

### 教育
芒德属于蒙彼利埃学区。截止2018年1月1日，芒德境内共有3所幼儿园、7所小学、2所初级中学、3所普通高中和1所职业高中。2018至2019学年度，芒德境内共有学生2,380名。
在高等教育方面，佩皮尼昂大学在芒德校区，其旅游管理专业在此授课。

### 医疗
截止2017年1月1日，芒德境内共有全科医生13名、保健师13名、牙医13名、护士14名、耳科医生1名、眼科医生2名、助产士3名、儿科医生2名和妇科医生2名。境内共有药房6家，养老院5家，残疾人帮扶中心1家。
芒德中心医院（Centre Hospitalier de Mende）位于芒德市区，是洛泽尔省境内规模最大的公立综合性医院。

### 住房
2015年，芒德境内共有各类住房6,712套，其中84.2%为常住房屋。

### 商业
2017年，芒德境内共有各类商铺793家，其中餐饮服务类328家。

### 体育
2017年，芒德境内共有1家游泳池、7间健身房、2座综合体育场、10处网球场、1处马术场、4处足球或橄榄球场、5处篮球或排球场以及0处高尔夫球场。
芒德排球俱乐部是当地主要的团体性球队，2019至2020赛季参加法国排球丙级联赛。洛泽尔足球俱乐部成立于1920年，2019至2020赛季参加法国大区级足球联赛，其主场为让-雅克·戴尔马球场（stade Jean-Jacques Delmas）。
芒德与1988年1998年两次被评为“法国年度体育城市”，是法国唯一一座两次获得该荣誉的城市。

### 环境
芒德的环境事务由其所属的公共社区负责。2017年，芒德境内暂无污染企业。

### 治安
2014年，芒德及附近地区共发生各类案件535起，其中盗窃类案件298起，经济类案件46起，毒品交易类案件42起。

## 文化

中世纪时的芒德地图

2017年，芒德境内共有1个电影院、1个博物馆和1个音乐厅。

### 城市规划
芒德老城位于洛特河左岸，呈不规则的圆滑状三角形，内分为五个街区，分别为“沙斯泰勒”（Chastel）、“尚诺”（Champnau）、“欧里亚克”（Auriac）、“克洛斯特尔”（Claustres）和“艾格帕斯”（Aygues-Passes），历史上建有城墙并共有五处城门，现已不存。工业革命后，芒德城市沿洛特河谷延伸，其中东侧的“丰塔尼勒城”（Cité Fontanilles）为当地主要的集中式居民区。

### 建筑
卡雷讷式屋顶，又称“菲利贝尔式屋顶”（Toits à la Philibert），是芒德地区传统建筑的一个重要特征，这种设计可以最大限度的利用房屋顶层的阁楼空间。
芒德所在区域自1981年起被列入法国艺术与历史之地区，其境内有39处法国国家文物保护单位，其中芒德圣普里瓦-圣母大教堂和横跨洛特河的圣母桥为当地的代表性历史建筑物，而2009年建成的里约克勒高架桥亦为当地现代城市景观的一部分。

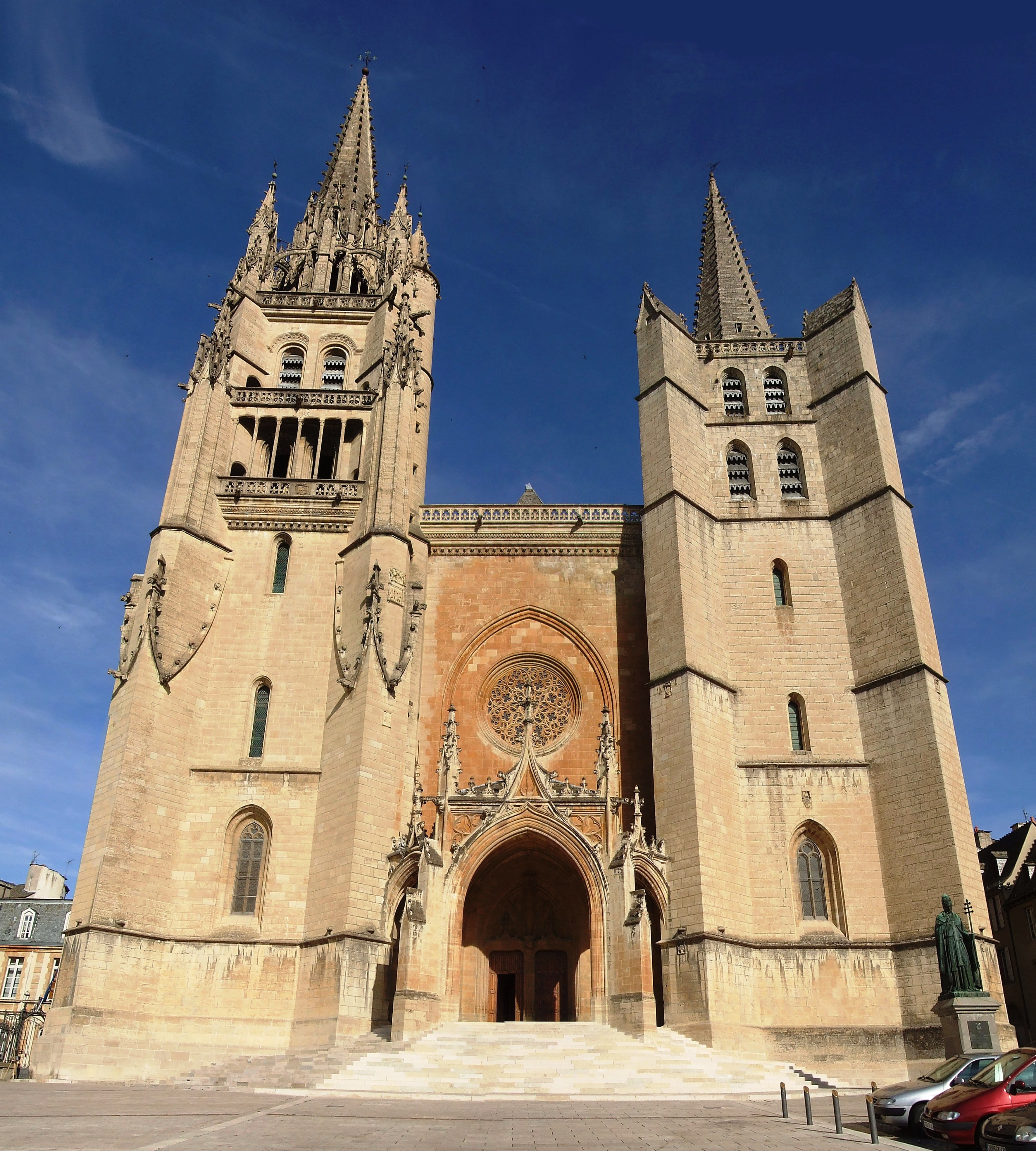
芒德圣普里瓦-圣母大教堂（法语：Cathédrale Notre-Dame-et-Saint-Privat de Mende）
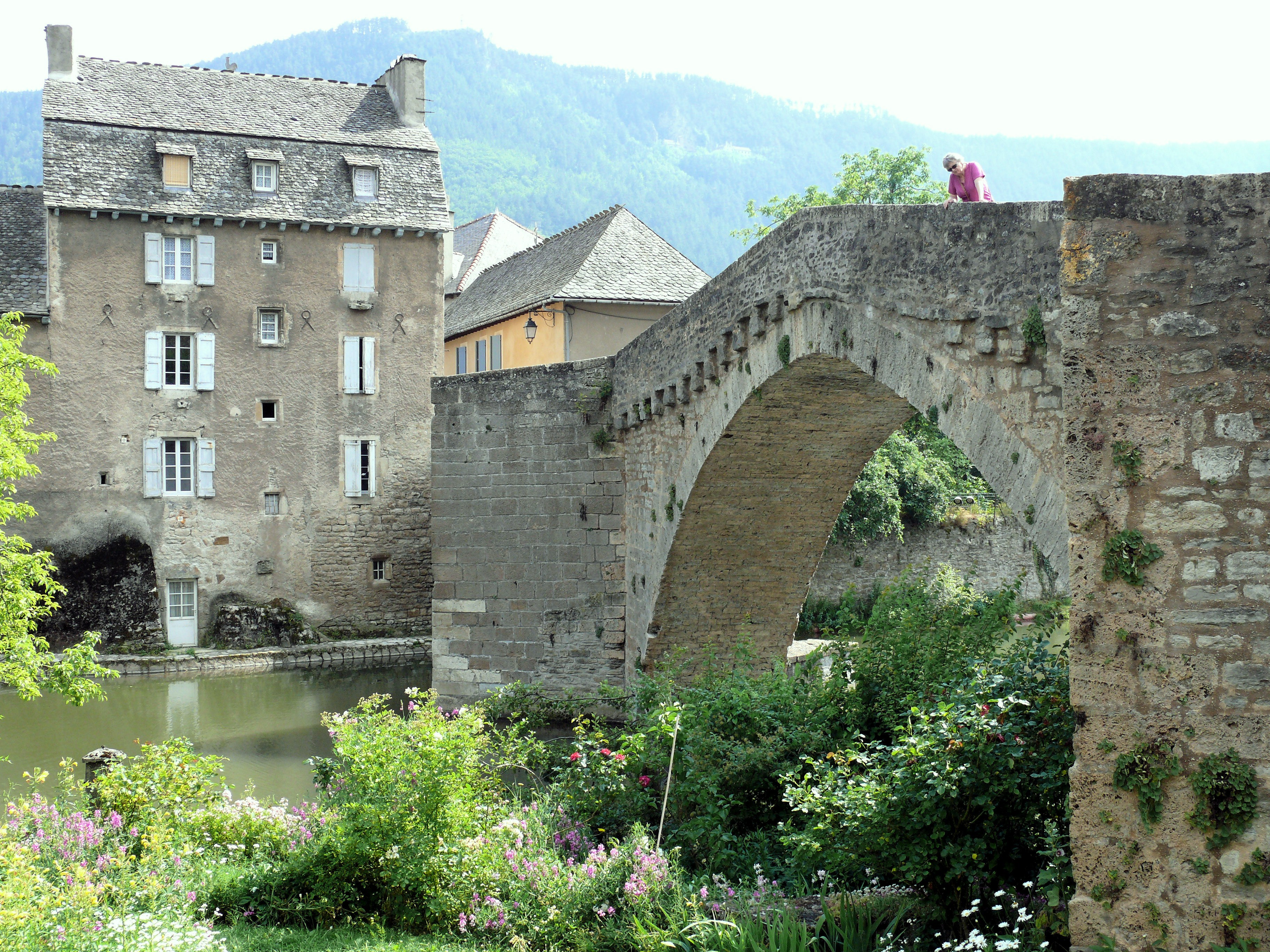
芒德圣母桥
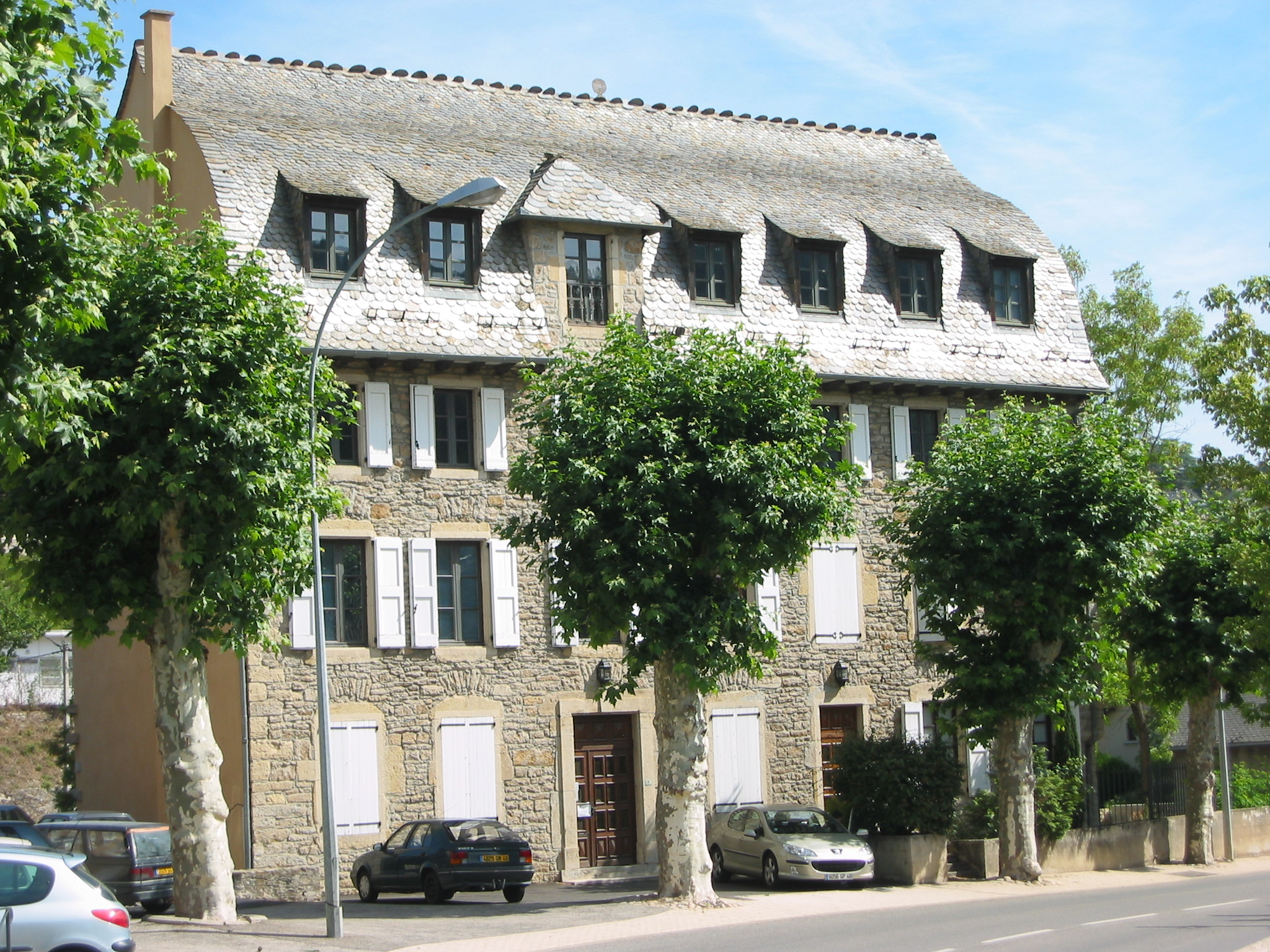
卡雷讷式屋顶（法语：Toit en carène）
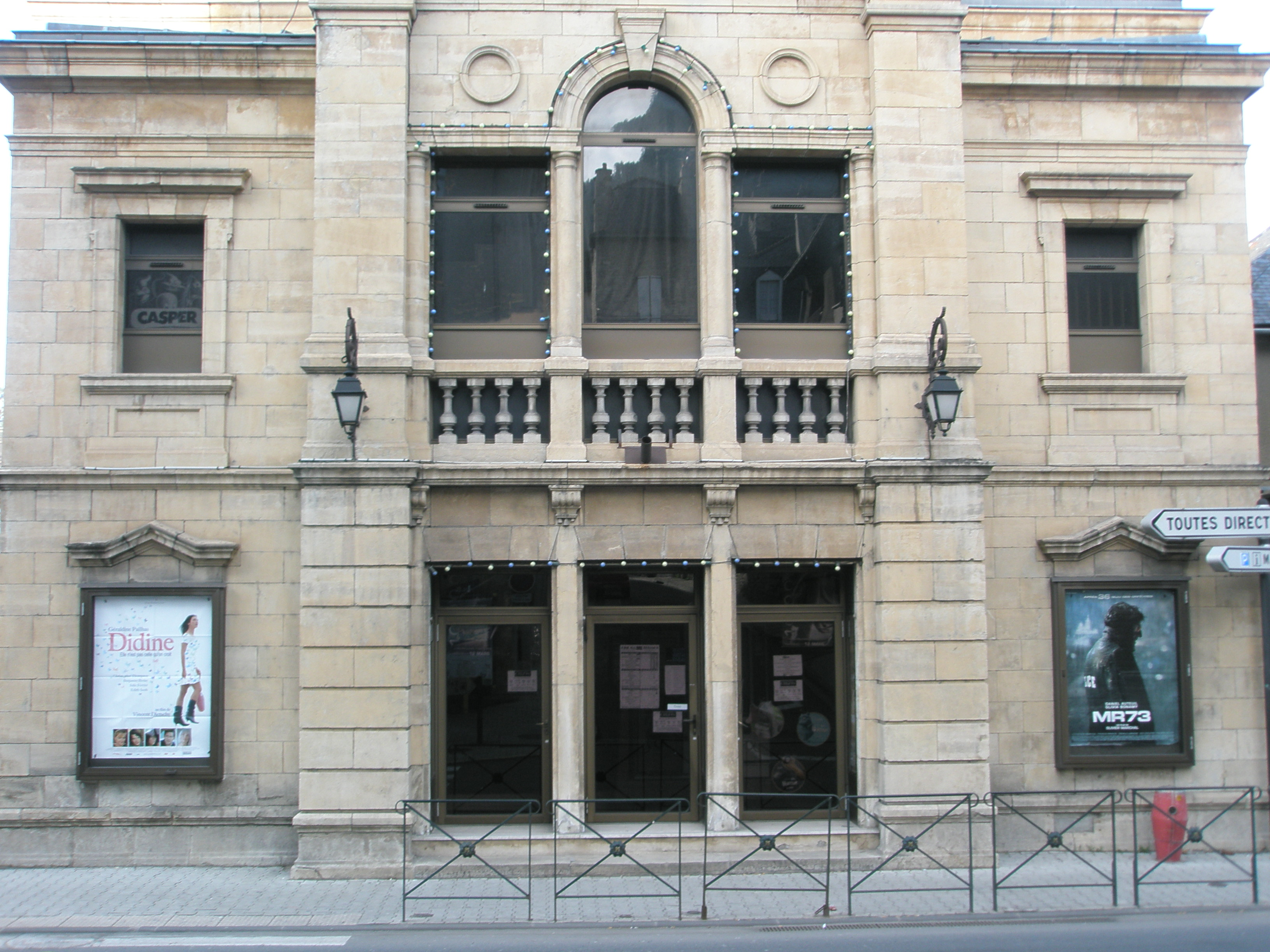
芒德电影院
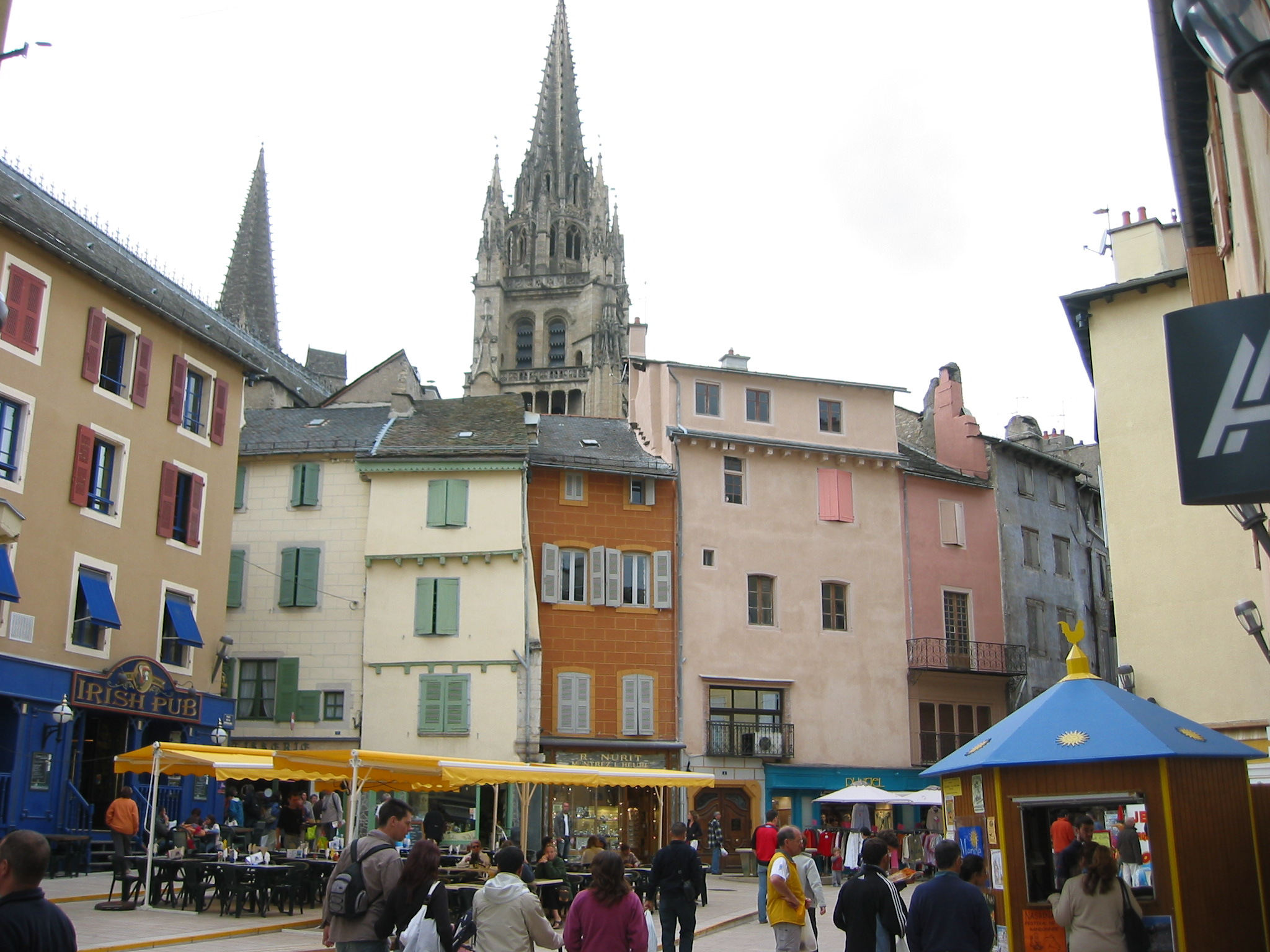
共和国广场
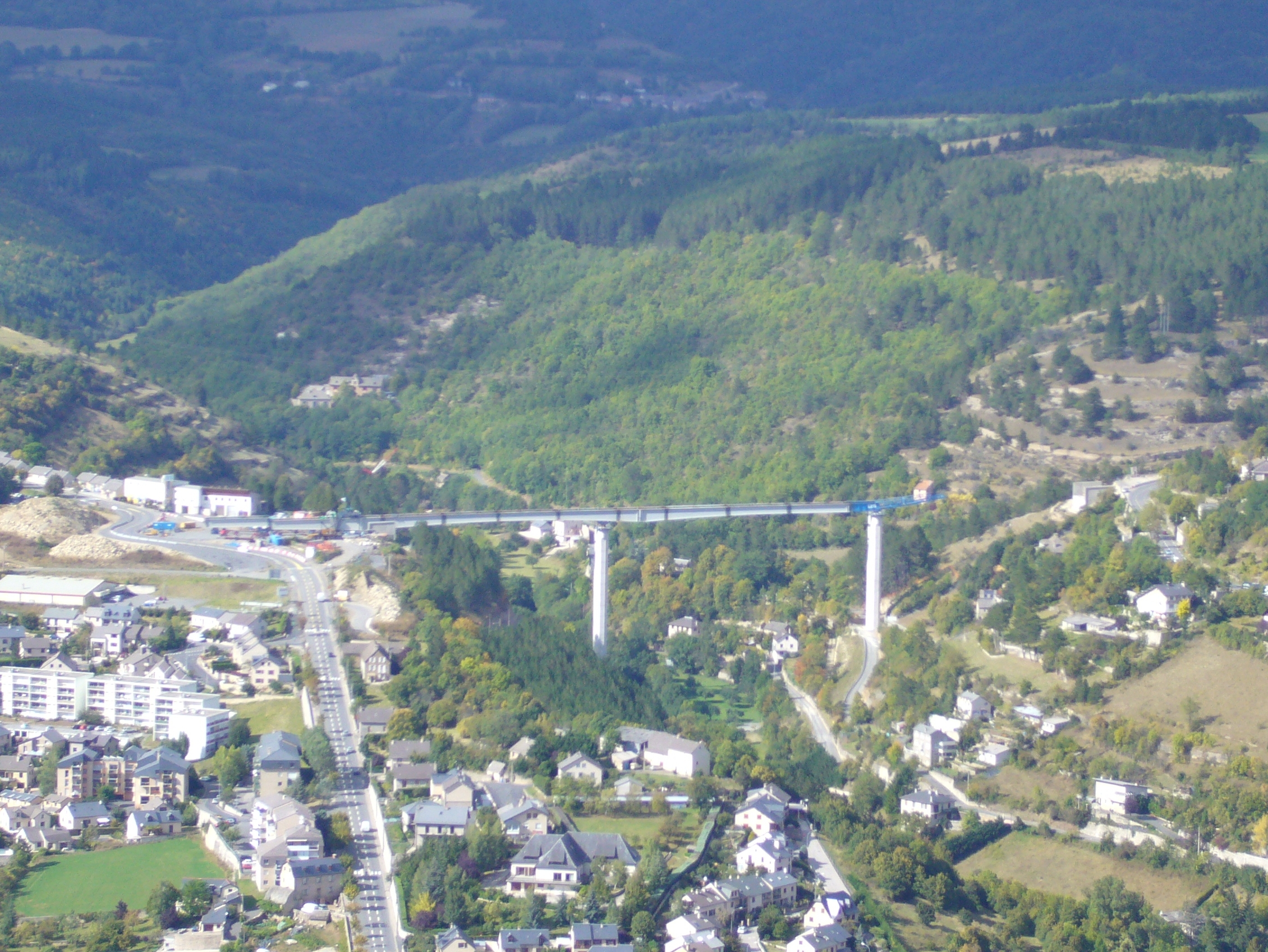
建设中的里约克罗高架桥

### 旅游
2018年，芒德境内共有10个宾馆共计251间房间，另有2个露营地，可容纳共165辆露营车。

### 媒体
法国主要的媒体均可在芒德接收，法国电视三台下属的奥克西塔尼大区频道在部分时段播出芒德所属区域的地方新闻。

## 友好城市
截至2020年4月，芒德共与2座城市互为友好城市关系。
- 德国 文西德尔
- 義大利 沃尔泰拉